# ریارش
ریارش (به انگلیسی: Ryarsh) یک روستا و محله مدنی در بریتانیا است که در Tonbridge and Malling واقع شده‌است. ریارش ۶۹۶ نفر جمعیت دارد.